# Convento de San Francisco (Ayora)

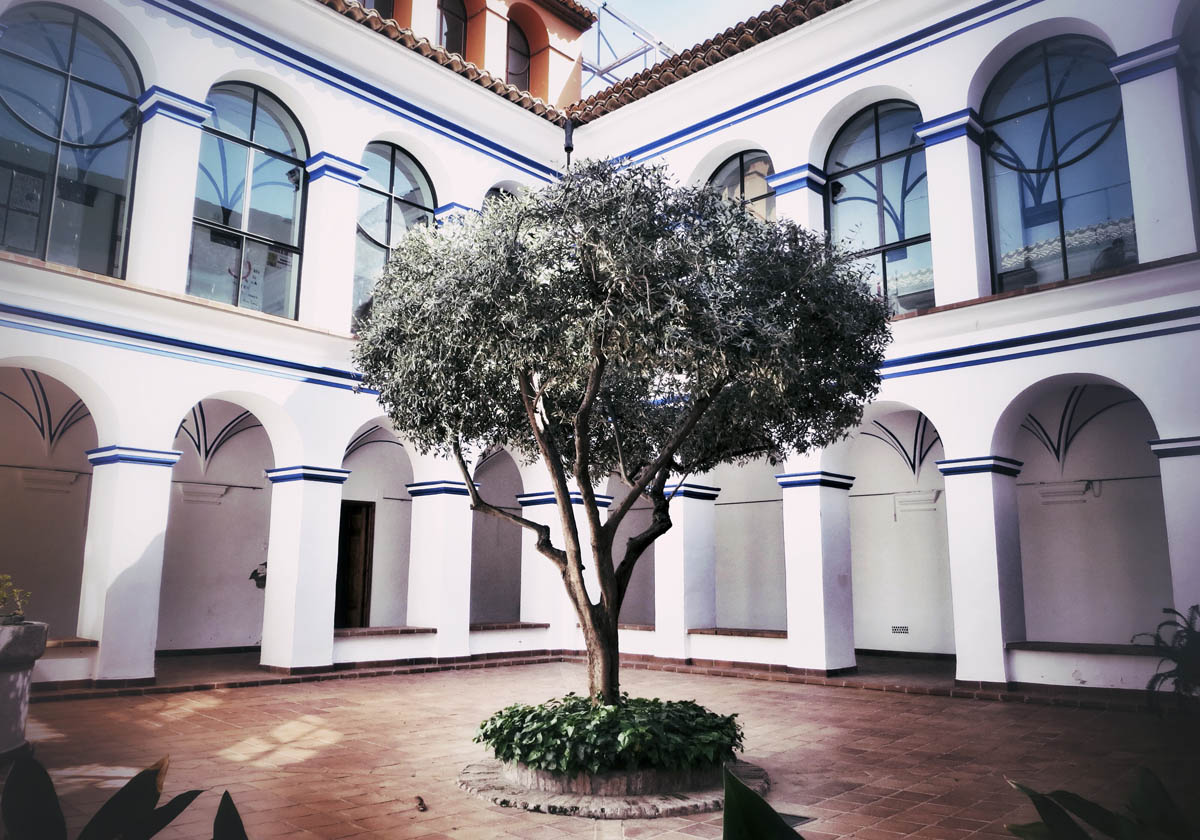
Casa de la Cultura

El Convento de San Francisco de Padua es un antiguo convento situado en la calle de San Francisco, en el municipio de Ayora (Valencia). Es Bien de Relevancia Local con identificador número 46.19.044-016.

## Descripción
El Convento de San Francisco, también conocido como de San Antonio de Padua, fue fundado en 1573 por los franciscanos con el dinero aportado por los habitantes de Ayora.
Todavía hoy en día conserva la estructura conventual a pesar de los diversos usos y remodelaciones que ha sufrido el edificio. El edificio tiene dos pisos: en la primera planta estaban las dependencias comunes como el refectorio y la sala capitular, y en la segunda planta las habitaciones de los monjes, la mayoría mirando hacia el sur actual calle de Cortes de Pallás, como acostumbraban a hacer los franciscanos en sus conventos para aprovechar la luz solar, ya que en las habitaciones de los priores se encontraban los scriptoriums.
Uno puede imaginarse a los monjes con sus hábitos y el cordón con sus tres nudos en recuerdo a los tres votos franciscanos: pobreza, obediencia y castidad. Como orden mendicante vivían de las limosnas y se dedicaban a la predicación y a la catequesis.
Originalmente contaba el edificio con siete capillas y una iglesia que no se conserva. El convento fue reedificado en el año 1778 y más tarde, en 1836, por causa de la segunda desamortización eclesiástica lo vendieron, para ser durante un largo tiempo un teatro. Fue Mendizábal, ministro de la regente María Cristina, quien expropió propiedades, sobre todo a la iglesia, sin compensación alguna. La iglesia amenazó con la excomunión a los compradores, lo que hizo que los oligarcas de entonces se hicieran con las propiedades a través de intermediarios para evitar así ser apartados de la iglesia.
En el caso de este convento, el conjunto pasó a manos de la familia Ruiz de Assín.
El edificio presenta un aspecto muy renovado tras la restauración que se llevó a cabo en 1980, convirtiéndose en Casa de la Cultura y acogiendo en un lateral la oficina municipal de turismo.

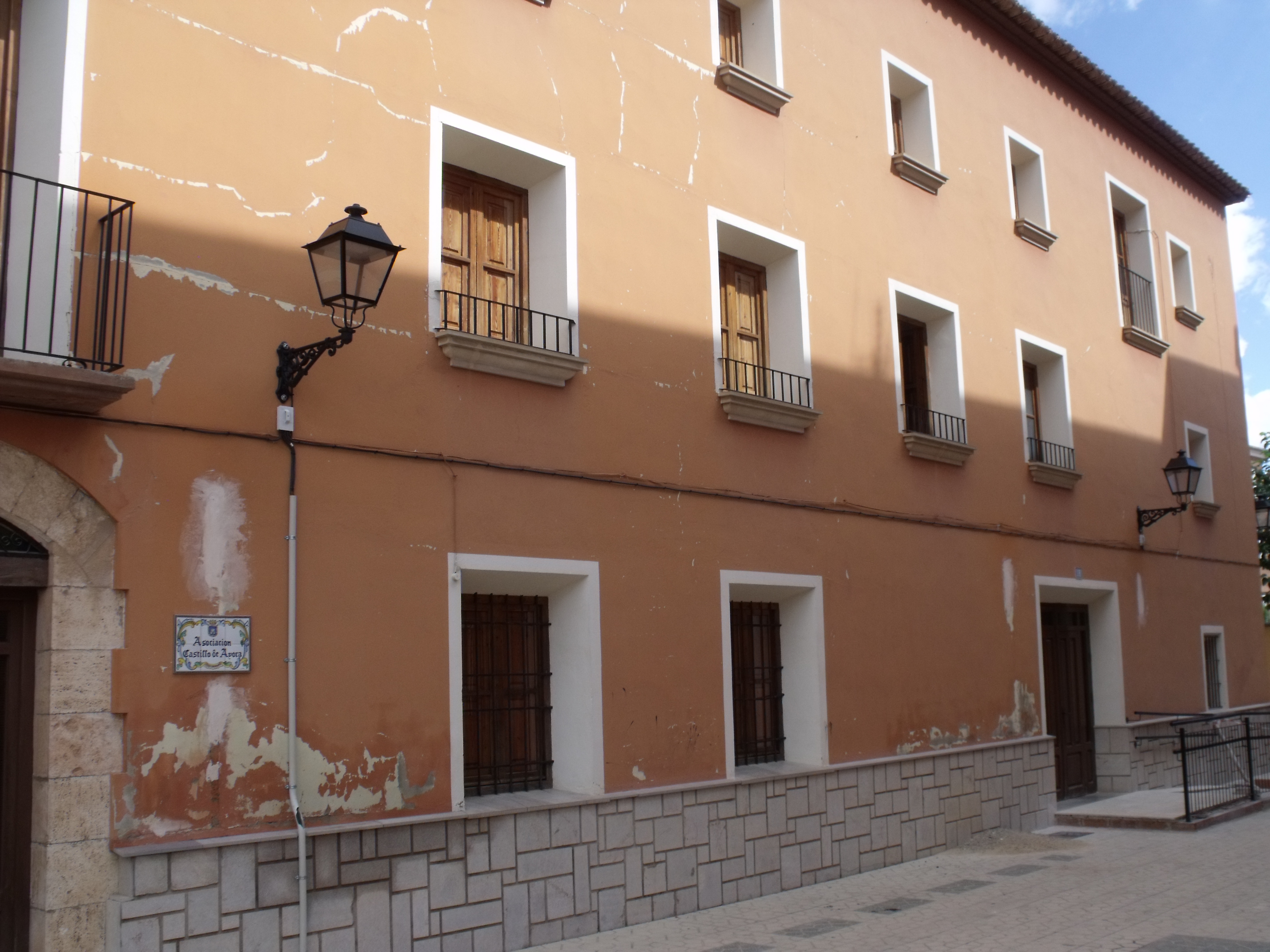
Fachada.
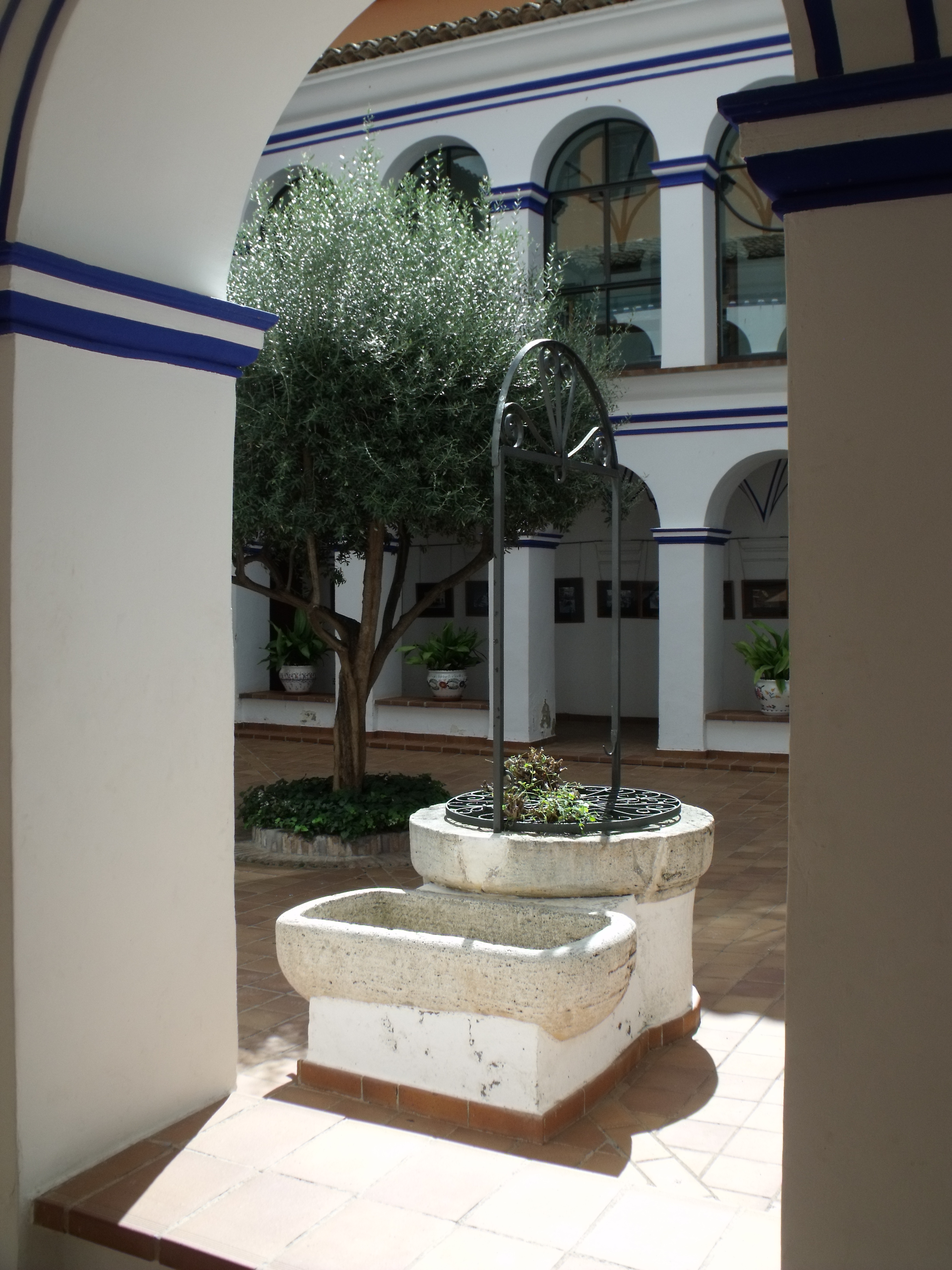
Pozo y olivo en el claustro.
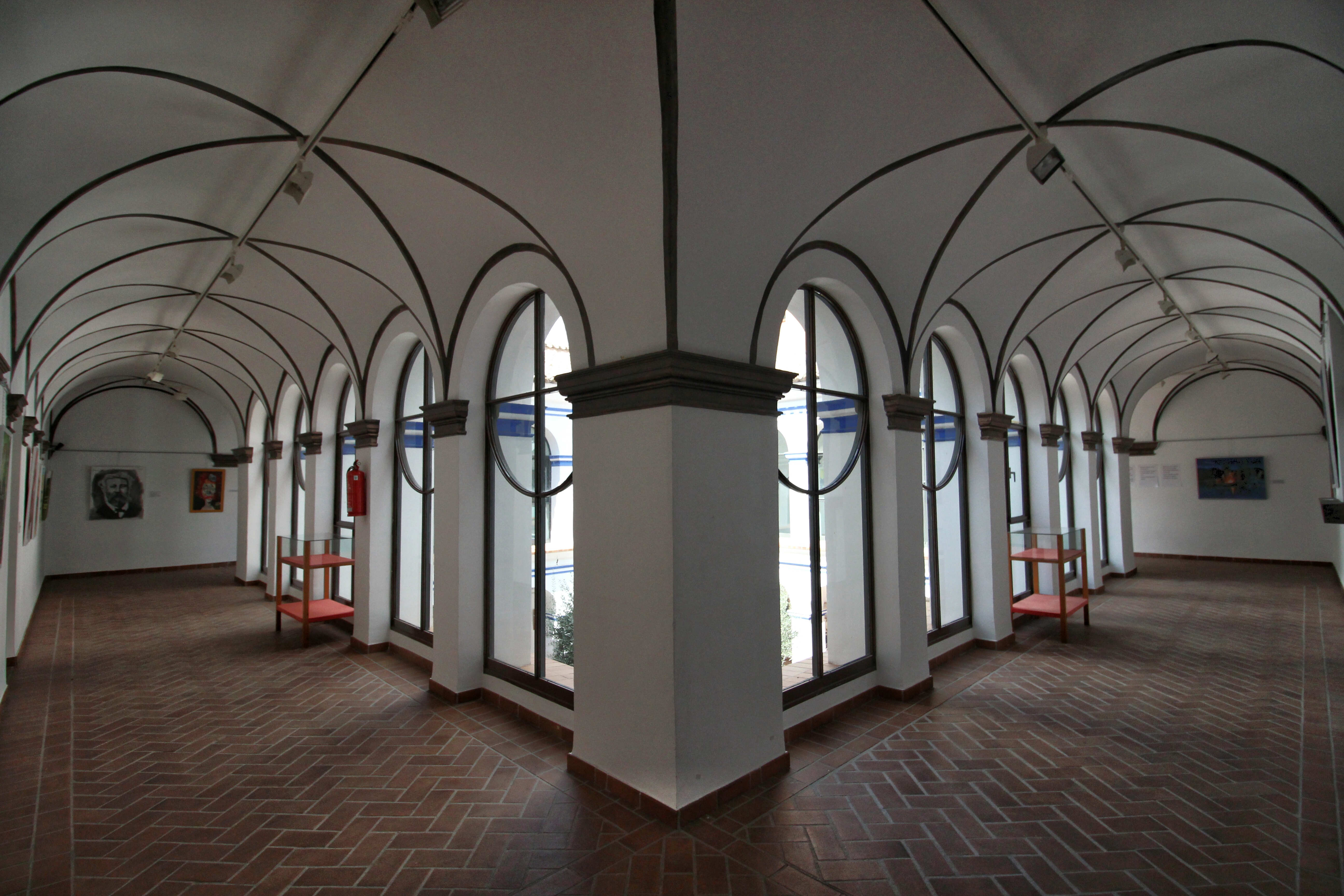
Claustro: corredores en la primera planta.
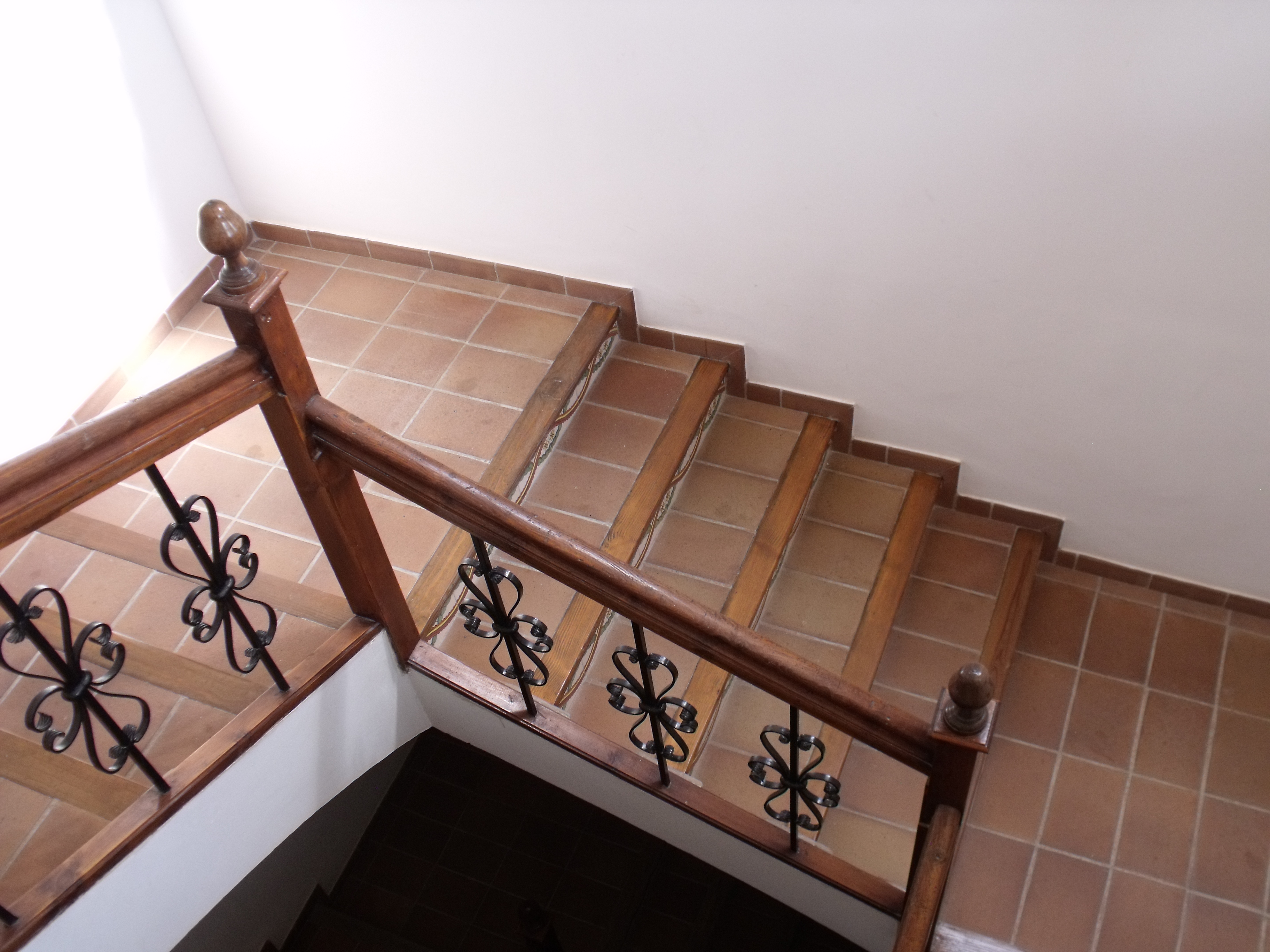
Escalera principal.
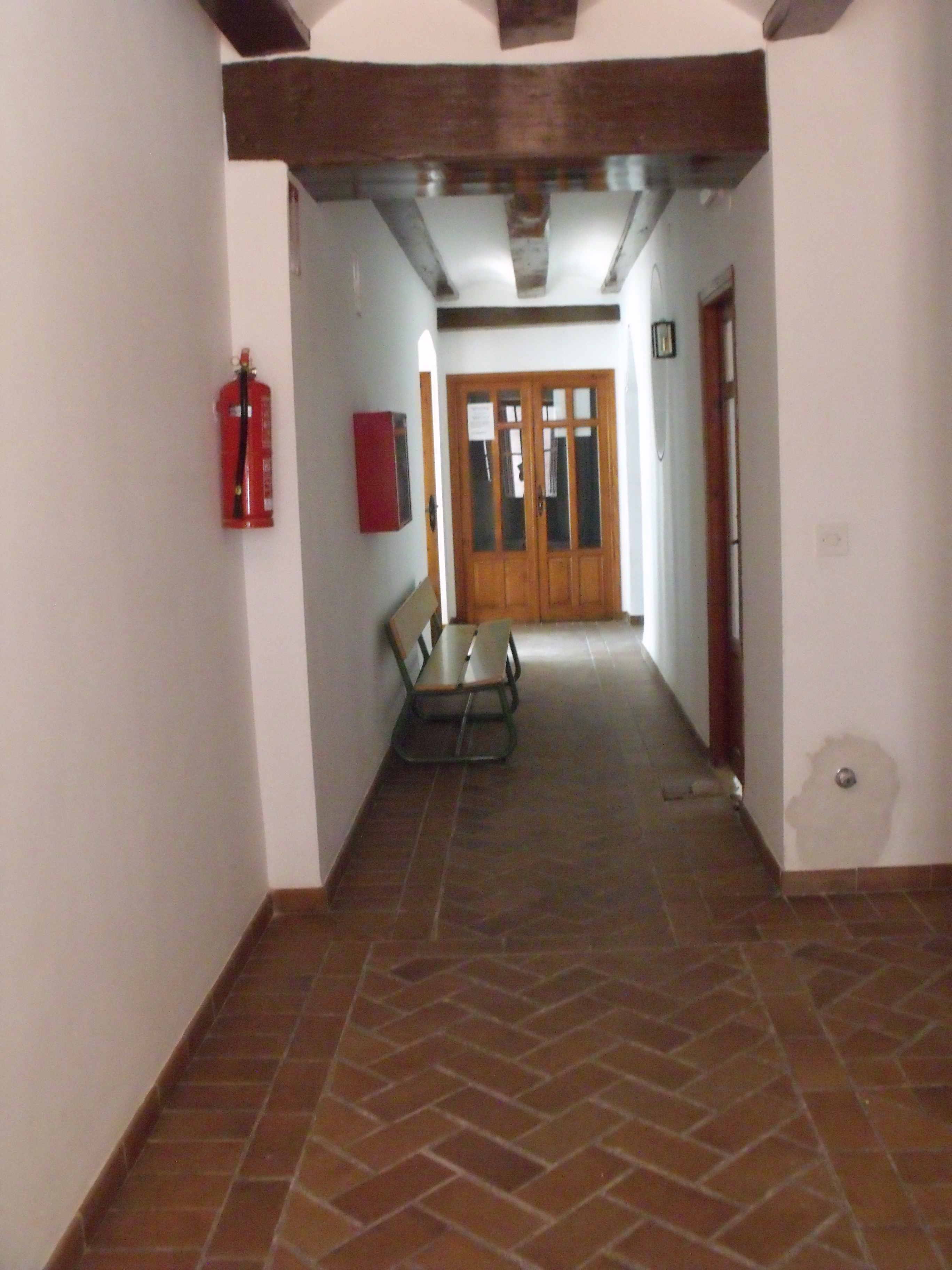
Techo con vigas de madera.